# Златни жутаћ
Златни жутаћ или шафрановац (Colias croceus) врста је дневног лептира из породице белаца (лат. Pieridae).

## Опис
Основна боја горње стране крила је светлонаранџастожута, са широким црним маргиналним појасом. Нерватура је при врху апекса жута. У популацији ове врсте јавља се око 10% белих женки, које се именују као форма helice Hb., и код њих бела боја преовлађује над жутом, а ретко се јавља и форма palida Tutt.- то су женке код којих је и дискална пега задњих крила сивобела, а не наранџаста. Гусеница је тамнозелена. До другог пресвлачења, гусенице су благо спљоштеног тела, зеленог интегумента и црне главене капсуле. Када достигну зрелост, истиче се латерална линија, позиционирана у нивоу спиракулума, а сачињена од жутих и наранџастих поља која се смењују. Читаво тело укључујући главену капсулу (која је сада зелена) прекривено је финим сетама униформне дужине. Сете полазе са веома ситних папила.
Распон крила код златног жутаћа износи 42-48мм. Може се срести током целе године, па и током јесени, а годишње се јавља у три генерације.
Гусенице се хране најчешће на врстама из фамилије Fabaceae.

## Распрострањење и станиште
Златни жутаћ је широко распрострањен на простору западног Палеоарктика, укључујући и северну Африку и острва Медитерана. Зоогеографска припадност: афротропска врста. Врста је аутохтона само у басену Медитерана, док у континенталном делу преко зиме јединке већином страдају, јер ни у једном стадијуму развитка немају дијапаузу. Само током изузетно топлих зима преживи мали број јединки.
Чест је европски селац кога срећемо на свим травнатим стаништима и свим надморским висинама.
- присутан

## Статус угрожености
Према Међународној унији за заштиту природе (IUCN), врста у Европи није угрожена.